# Galeaclolusita
La galeaclolusita és un mineral de la classe dels fosfats. Rep el nom en honor de Valérie Galéa-Clolus (n. 1964), per les seves contribucions significatives a la mineralogia de la mina Cap Garonne. Va ser presidenta de l'Associació dels Amics de la Mina de Cap Garonne durant molts anys i coautora d'un llibre sobre la mina.

## Característiques
La galeaclolusita és un arsenat de fórmula química Al₆(AsO₄)₃(OH)9(H₂O)₄·8H₂O. Va ser aprovada com a espècie vàlida per l'Associació Mineralògica Internacional l'any 2020, sent publicada per primera vegada el 2021. Cristal·litza en el sistema ortoròmbic. Es troba estretament relacionada amb la bulachita amb la qual es pot trobar fent intercreixements.
Les mostres que van servir per a determinar l'espècie, el que es coneix com a material tipus, es troben conservades a les col·leccions mineralògiques del Museu Victoria, a Melbourne (Austràlia), amb el número de registre: m55455, i al Museu d'Història Natural del Comtat de Los Angeles, a Los Angeles (Califòrnia) amb el número de catàleg: 74874.

## Formació i jaciments
Va ser descoberta a França, concretament a la mina Cap Garonne, situada a la localitat de Le Pradet, al departament de Var (Provença-Alps-Costa Blava), on es troba en forma d'escorces i esferoides de fibres blanques de fins a 50 μm de llarg per 0,4 μm d’amplada i només 0,1 μm de gruix. Aquesta mina francesa és l'únic indret de tot el planeta on ha estat descrita aquesta espècie mineral.